# Zachowania agonistyczne
Zachowania agonistyczne są to wszelkie zachowania społeczne związane z walką. Termin ten ma szersze znaczenie w porównaniu z zachowaniami agresywnymi, gdyż zawiera w sobie takie elementy jak odstraszanie, demonstracje siły, wycofywanie się, łagodzenie sytuacji konfliktowej oraz rozejm. Termin został ukuty przez J. P. Scotta i Emila Fredericsona w 1951 roku w artykule The cause of fighting in mice and rats. Zachowania agonistyczne widoczne są wśród wielu gatunków zwierząt w związku z ograniczonym dostępem do zasobów takich jak pożywienie, schronienie lub partnerzy seksualni.
Niektóre formy zachowań agonistycznych pojawiają się między uczestnikami walki o dostęp do tych samych zasobów takich jak jedzenie, schronienie lub partnerzy seksualni. Inne formy tych zachowań mogą jednakże występować w takich sytuacjach jak sprawdzanie wytrzymałości lub pokazywanie możliwości odstraszania, kiedy zwierzęta wyglądają na większe i bardziej sprawne fizycznie, pokazy te mogą umożliwić osiągnięcie celu jakim jest dostęp do powyższych zasobów bez konieczności wdawania się w walkę. Pomimo że zachowania agonistyczne różnią się w zależności od gatunku zwierząt, to jednak zawierają w sobie trzy rodzaje zachowań: odstraszanie, agresję oraz uległość. Te trzy zachowania są funkcjonalnie i psychologicznie powiązane z zachowaniami agresywnymi jednakże wypadają poza prostą definicję zachowań agresywnych. Podczas gdy te trzy rodzaje zachowań mogą być rozpatrywane pojedynczo jako interakcje pomiędzy dwoma osobnikami, zazwyczaj występują one w sekwencji od początku do końca. W zależności od dostępności oraz ważności danego zasobu, zachowania te mogą różnić się w skali jaką przybiera dana walka - od walki na śmierć do bardziej bezpieczniejszych rytualnych zachowań, aczkolwiek zachowania rytualne lub demonstracje są najczęściej występującą formą zachowań agonistycznych.